# 갈담초등학교 (전북)
갈담초등학교는 전북특별자치도 임실군 강진면 갈담리에 있는 공립 초등학교이다.

## 학교 연혁
- 1921년 5월 12일 갈담공립보통학교(4년제) 개교
- 1937년 3월 31일 6년제 인가
- 1938년 4월 1일 갈담공립심상소학교로 개칭[1]
- 1941년 4월 1일 갈담공립국민학교로 개칭[2]
- 1981년 3월 4일 병설유치원 개원
- 1989년 3월 1일 옥정분교장 편입
- 1993년 3월 1일 학석분교장 통합
- 1996년 3월 1일 금기분교장 편입
- 1996년 3월 1일 갈담초등학교로 개칭[3]
- 1998년 6월 1일 금기분교장 통합
- 1999년 3월 1일 사곡초등학교 통합
- 2002년 3월 1일 옥정분교장 통합
- 2020년 2월 7일 제95회 졸업(총 5,314명)
- 2020년 3월 1일 2020학년도 7학급 편성(특수학급 포함)
- 2022년 2월 11일 제97회 졸업(총 5,322명)

## 학교 상징
- 교화 - 철쭉 : 향가 헌화가에 나오는 진달래과의 꽃나무로 꽃말은 사랑의 즐거움으로 우리 나라와 만주등지에서 널리 자라며 본교 교정에 많다. 5월 분홍과 흰색 꽃이 만발하여 온 나라를 아름답게 수 놓는다.
- 교목 - 느티나무 : 우리 학교의 교목은 느티나무는 중국, 일본, 만주 등에 널리 분포되어 있으며 마을부근 및 산기슭에서 볼 수 있다. 느티나무의 용도는 식용, 통신, 관상용으로 쓰이며 사랑과 협동을 상징한다.
- 교조 - 까치 : 날개 길이 19∼22 cm 정도로 꽁지가 길어서 26 cm에 이른다. 둥지를 중심으로 한 곳에서 사철을 살며 둥지는 촌락 가까운 큰 나무 위에 마른 가지를 모아 지름 1 m쯤의 구형(球形)으로 짓고 측면에 출입구를 만든다. 잡식성으로서 쥐 따위의 작은 동물이나 곤충과 나무 열매·곡물 ·감자 ·고구마 등을 먹는다.

## 참고 자료
- 갈담초등학교 - 한국교육학술정보원 학교알리미